# Muhammad ibn Ubajd Allah al-Chakani
Abū ʿAlī Muḥammad ibn ʿUbayd Allāh al-Khāqānī (arab. ‏محمد بن عبيدالله الخاقاني‎; ur. IX wieku, zm. ok. 924/5 roku w Bagdadzie) – wyższy urzędnik kalifatu Abbasydów, a od 912 do 913 roku wezyr.

## Życiorys
Ojcem Muhamada był Ubajd Allah ibn Jahja ibn Chakan, który pełnił funkcję wezyra dwukrotnie: za czasów władania kalifów Al-Mutawakkila i Al-Mu’tamida. Muhammad brał nauki u arabskiego historiografa i teologa, At-Tabariego, który pobierał miesięcznie dziesięć złotych dinarów. 23 lipca 912 roku został mianowany wezyrem kalifa Al-Muktadira i sprawował ten urząd do 16 sierpnia 913 roku. Po dymisji został uwięziony przez swojego następcę, Alego ibn Isa ibn al-Dżarraha. Muhammad zmarł w 924 lub 925 roku.

## Życie prywatne
Muhammad miał syna, Abdallah, który również pełnił funkcję wezyra w latach 924–925.